# 捷順交通
捷順交通股份有限公司，簡稱捷順交通，路得寶交通集團旗下業者之一，是一家主要業務為經營桃園市市區公車、臺中市市區公車、澎湖縣公車的企業，於2016年4月30日從臺中客運與統聯客運分別接駛356路、357路、359路市公車，向凱勝綠能科技股份有限公司採購電動公車，成為臺中市第一家全面使用凱勝綠能K9電動車的業者。2023年11月，該公司經營的多條台中市區公車爆發欠薪風波，並於同年12月23日起各路線不再發車。

## 公司沿革與路線歷史
未特別標示，該路線歷史主要屬台中市公車路線歷史，非桃園市公車歷史。

### 2015年
- 10月5日，公司成立。

### 2016年
- 4月22日：在臺中市文心森林公園舉辦新車發表記者會。[2]
- 4月30日：接駛原台中客運營運之356路、357路、及原統聯客運營運之359路市公車。
- 9月13日，接駛原全航客運營運之199路市公車，並調整行駛動線及發車時刻。

### 2017年
- 1月23日：新闢A1路（臺中國際機場－新烏日火車站－美術館），本路線須三天前預約，每次搭乘費用新臺幣100元，不適用臺中市公車費率計價。
- 2月20日：359路將「文心臺灣大道口」往東海別墅站位裁撤。
- 2月24日：新闢桃園市公車710路（大溪－捷運永寧站）
- 4月1日：357路延駛至「嶺東科大第二校區（同安西巷）」。
- 7月1日：199路及199延將「文心河南路口」裁撤。
- 7月31日：199延由「茄投奉天宮」端延駛至龍津高中，並調整199路及199延發車時刻。
- 9月15日：A1路由「美術館」端延駛至「臺中公園」，並調整預約班次時刻。

### 2018年
- 2月13日：新闢811路（豐原東站－后里馬場－大甲體育場）、956路（豐原東站－光華高工）。[3]
- 5月1日：956路增停「豐原醫院（永康路）」、「永康國宅」。[4]
- 11月9日：357路，原「嶺東科大第二校區(同安西巷)」延駛至「中台新村」，新增停靠「嶺東科大第二校區(中台路)」、「復興電台」、「中台溫泉路口」，並調整發車時刻。

### 2019年
- 1月26日：新闢920路（八方國際夜市－育賢環中東/西路口）。

### 2020年
- 2月10日：199路調整發車時刻表。
- 3月11日：357、359路調整發車時刻表。
- 9月1日：199路調整發車時刻表。
- 9月25日：811路新增「眉山」。
- 12月31日：956路新增「松竹路松竹二路口」。

### 2022年
- 4月29日：機場快捷巴士A1路正式停止營運。

### 2023年
- 8月30日：199路調整發車時刻表。
- 11月20日：199路調整發車時刻表。
- 12月1日：199路由台中客運、統聯客運聯合代駛。
- 12月5日：桃園市公車710路由亞通客運代駛。
- 12月16日：357路由台中客運代駛，811路由台中客運、中台灣客運聯合代駛，920路、956路由中台灣客運代駛。[5]
- 12月23日：356路、359路停駛。

## 歷史路線

### 臺中市公車
- 紅色為一般路線（紅底為即將停駛路線）；綠底綠色為尚未通車路線；褐色為特定時間增開之區間車；一車雙機為所有車門皆有裝設刷卡機[6]，部分路線亦提供Wi-Fi連線服務。
- 目前使用悠遊卡、一卡通台中市民限定搭乘台中市公車享有刷卡10公里免費，且全票票價上限10元（非市民限定刷卡以里程計費，全票上車享有5元優惠）。

| 路線編碼 | 營運區間                                     | 所屬場站 | 備註                                                                                   |
| -------- | -------------------------------------------- | -------- | -------------------------------------------------------------------------------------- |
| 199      | 龍井區竹坑口－文修停車場                     | 東海站   | 接駛原全航客運路線，部分班次延駛龍津高中 2023年12月1日起由台中客運、統聯客運聯合代駛。 |
| 356      | 國安社區（宜寧中學）－捷運大慶站（建國北路） | 東海站   | 接駛原台中客運路線 2023年12月23日起停駛。                                              |
| 357      | 臺中榮總－中台新村                           | 東海站   | 接駛原台中客運路線 2023年12月16日起由台中客運代駛                                      |
| 359      | 東海別墅－捷運文心森林公園站                 | 東海站   | 接駛原統聯客運路線 2023年12月23日起停駛。                                              |
| 811      | 豐原東站－大甲體育場                         | 豐原站   | 2018年2月13日開始營運 2023年12月16日起由台中客運、中台灣客運聯合代駛                   |
| 920      | 八方國際夜市－育賢環中東/西路口              | 豐原站   | 2019年1月26日開始營運 2023年12月16日起由中台灣客運代駛                                 |
| 956      | 豐原東站－光華高工                           | 豐原站   | 2018年2月13日開始營運 2023年12月16日起由中台灣客運代駛                                 |

### 桃園市公車
| 路線編碼 | 營運區間         | 所屬場站 | 備註                                                              |
| -------- | ---------------- | -------- | ----------------------------------------------------------------- |
| 710      | 大溪－捷運永寧站 | 大溪站   | 2023年12月5日起由亞通客運代駛。 2024年3月30日由亞通客運正式接駛。 |

## 外部連結
- 捷順交通 （页面存档备份，存于）
- 捷順交通粉絲專頁 （页面存档备份，存于）